# 降三世明王

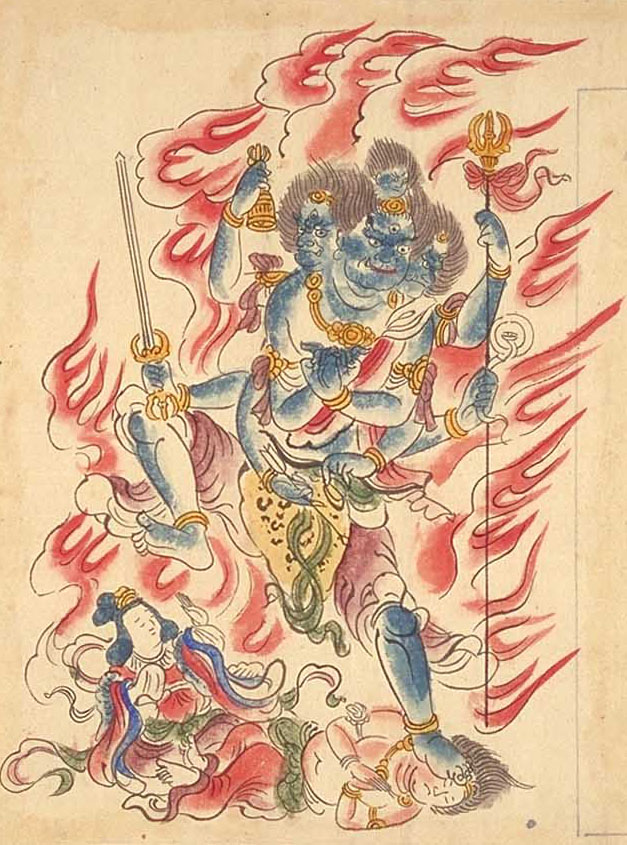
降三世明王

降三世明王，佛教密宗五大明王之一，在东南西北中五个方位中，为镇守东方的明王，属阿閦佛的教令轮身，一說為毘盧遮那如來。

## 命名
降三世明王中的降指的是降伏消除，三世指的是贪、瞋、痴三种念头，而这三种念头是世人都拥有的，所以称为三世。也有人说是因为降三世明王为了降伏自称「三界之主」的大自在天，所以称「降三世」，明王的宏愿就是秉持諸佛之心，用金刚伏魔之手，消除世间眾生一切贪、瞋、痴之念头。

## 形象
降三世明王的形象是三面八臂，每一面上都有三只眼睛，头发向上如火焰飞舞。中间双手结法印，余下的六只手，右方三只手拿的是铃、箭、剑；左方三只手拿的是戟、印、索。双脚则是踏着大自在天及其神妃時母。

## 真言
咒語又稱延命真言、金剛壽命真言，有去除病痛，保健延壽之功用
- 藏音：嗡　哇吉拉 阿育些 梭哈
- 羅馬轉寫：Om vajra ayushe svaha

## 真言、手印
- 手印：三叉杵手印

## 五大明王
不动明王，中央镇守明王，毗盧遮那佛化身；降三世明王，东方镇守明王，阿閦如來化身；甘露明王，南方镇守明王，寶生如來化身；大威德明王，西方鎮守明王，阿彌陀佛化身；金刚夜叉明王，北方镇守明王，不空成就佛化身。